# 向日町站
向日町站（日语：／ Mukōmachi eki */?）是位於京都府向日市寺戸町久久相，西日本旅客鐵道（JR西日本）・日本貨物鐵道（JR貨物）東海道本線（JR京都線）的車站。車站編號為JR-A34。

## 概要
車站內部分位置處於京都市南區的邊界上。與向日市中心，阪急電鐵京都線東向日站距離約500米。此外，同樣在向日市的阪急京都線東向日站（舊 東向日町站）、西向日站（舊 西向日町站）在1972年10月實行市制時改名而成，此站沒有因實行市制而改名。
此站已經決定改建跨站式站房 、東出口與車站大廈。在東出口新建道路連接向日町上鳥羽線，以增加便利性。另外又檢討把東邊的農業用地改為工業用地，供日本電產等企業使用。預計車站的乘客人數將相應增加。

## 歷史
- 1876年（明治9年）
  - 7月26日 - 官設鐵道從大阪站延伸至此站，此站啟用。
  - 9月5日 - 官設鐵道從此站延伸至大宮通臨時停車場（在1877年2月6日京都站啟用前暫時為終點站），成為中途站。
- 1895年（明治28年）4月1日 - 制定路線名稱。成為東海道線車站（在1909年改名為東海道本線）。
- 1972年（昭和47年）10月1日 - 實施市制，車站位於向日市。
- 1985年（昭和60年）3月14日 - 在日間時段，成為快速列車停車站，內側線月台延長至可容納12卡編成列車。
- 1987年（昭和62年）4月1日 - 伴隨國鐵分割民營化，車站由西日本旅客鐵道（JR西日本）、日本貨物鐵道（JR貨物）營運。
- 1988年（昭和63年）3月13日 - 制定路線別名「JR京都線」。
- 1999年（平成11年）6月24日 - 連接此站至住友大阪水泥（日语：住友大阪セメント）向日町服務站（日语：セメント包装所）的專用線中，從近江長岡站（伊吹工廠）至此站，運送水泥的貨物列車在當日起廢止。
- 2002年（平成14年）7月29日 - 引入JR京都・神戶線運行管理系統（日语：アーバンネットワーク運行管理システム#JR京都・神戸線システム）。
- 2003年（平成15年）11月1日 - 此站可以使用IC卡ICOCA。
- 2006年（平成18年）3月27日 - 從本巢站（住友大阪水泥岐阜工廠）至此站，運送水泥的貨物列車在當日起廢止。不再設有貨物列車停此站。
  - 曾經車站附近設有日本石油（日语：新日本石油）、蜆殼石油（日语：昭和シェル石油）的油庫，設有專用線連接。陸上自衛隊桂駐屯地（日语：桂駐屯地）於1999年8月關閉，隨後開設麒麟啤酒京都工廠專用線。
- 2007年（平成19年）3月18日 - 更新車站自動廣播（日语：駅自動放送）。
- 2014年（平成26年）5月25日 - 新設升降機連接月台與閘口之間，以及新設閘內多功能廁所。
- 2015年（平成27年）3月12日 - 引入進站音樂。
- 2018年（平成30年）
  - 3月8日 - 當日起綠色窗口結束營運。
  - 3月9日 - 當日起開設綠色售票機（日语：みどりの券売機）。
  - 3月17日 - 引入車站編號並開始使用。

## 車站構造
車站為一座地面車站，設有2面4線的島式月台，月台可容納12卡車廂。外側線的列車不會停車，因此外側的1、4號月台設有柵欄，列車只會在內側2、3號月台上下乘客。車站大樓位於路軌西邊，設有地下通道連接。在2014年5月25日，設置了升降機的無障礙設備，廁所也有翻新。從京都貨物站的貨物專用線會在此站站內與旅客線匯合。由於此站為京都綜合運輸所出入車廠的車站，因此設有場內、出發信號機。
此站為直營車站（由長岡京站管理），可使用ICOCA與互相使用的IC卡。

### 月台
| 月台 | 路線     | 方向 | 軌道   | 目的地                             |
| ---- | -------- | ---- | ------ | ---------------------------------- |
| 1    | JR京都線 | 上行 | 外側線 | （只供通過列車使用，設有柵欄圍封） |
| 2    | JR京都線 | 上行 | 内側線 | 京都、草津方向                     |
| 3    | JR京都線 | 下行 | 内側線 | 新大阪、大阪、三之宮方向           |
| 4    | JR京都線 | 下行 | 外側線 | （只供通過列車使用，設有柵欄圍封） |

- 以上的路線名是使用旅客資訊上的名稱（別名、愛稱）。

## 時間表
在日間時段，設有每小時4班的普通列車（往大阪方向在高槻站起為快速）（在星期六及假日的11、12時時段，設有各站停車的普通列車4班）。在早上黃昏時段會較多班次。此外，在平日早上繁忙時間中，沒有大阪方向的列車在高槻站轉為快速的班次。

## 使用情況
以下為根據「京都府統計書」和「向日市統計書」中，近年平均1日乘車人次列表。在2009年使用人次大幅減少，這是由於桂川站啟用，洛西新市鎮部分巴士路線改往桂川站因而影響此站客量。
| 年度   | 1日平均 乘車人次 |
| ------ | ---------------- |
| 1997年 | 9,462            |
| 1998年 | 9,703            |
| 1999年 | 9,489            |
| 2000年 | 9,837            |
| 2001年 | 9,770            |
| 2002年 | 9,907            |
| 2003年 | 10,560           |
| 2004年 | 10,967           |
| 2005年 | 11,337           |
| 2006年 | 11,575           |
| 2007年 | 11,529           |
| 2008年 | 10,344           |
| 2009年 | 7,952            |
| 2010年 | 7,741            |
| 2011年 | 7,763            |
| 2012年 | 7,797            |
| 2013年 | 7,971            |
| 2014年 | 7,864            |
| 2015年 | 7,693            |
| 2016年 | 7,648            |
| 2017年 | 7,764            |
| 2018年 | 7,921            |

## 車站周邊
此站近大阪站一方設有JR西日本的吹田綜合車輛所京都分所（舊・向日町運輸所）。
此站前設有府道207號伸延至市中心與東向日站。
- 物集女車塚古墳
- 竹之俓
- 桓武天皇皇后陵墓

車站沒有西邊出口，需在車站東邊向北200米前往隧道，或向南250米前往隧道與平交道以前往。

## 巴士路線
JR向日町
- 彌榮巴士（日语：ヤサカバス）
  - 1號系統：（經西桂坂）往桂坂中央
  - 2號系統：（內回循環線）往境谷中心前方向
  - 3號系統：（外回循環線）往福西竹之里方向
  - 4號系統：（經福西竹之里）往桂坂中央
  - 臨時系統：往京都明德高校（日语：京都明徳高等学校）（只於上課日服務）
- 京阪京都交通（日语：京阪京都交通）
  - 22系統：（經京大桂校園）往桂坂中央
- 阪急巴士（日语：阪急バス）（大山崎營業所向日出張所（委托阪急田園巴士（日语：阪急田園バス）運行）負責）
  - 4系統：（洛西新市鎮線 經洛西口站前、第二回生醫院前、洛西高校前、西竹之里町）往洛西巴士總站（日语：洛西バスターミナル）（設有短程班次以竹之里小學校前為終站）
  - 63系統：（大原野線 經東山、右京之里、灰方）往洛西巴士總站
  - 65系統：（大原野線 經東山、右京之里、灰方）往南春日町
  - 66系統：（大原野線 經東山、右京之里、灰方）往小鹽（十輪寺前）、西國三十三番靈場 第二十號札所 善峯寺（幸福地藏）（在冬季（1月6日至2月尾）以小鹽（十輪寺前）為終站）
  - 77系統：（長岡京線 經下久世、菱川、JR長岡京、阪急長岡天神、友岡、久貝）往JR長岡京東出口
  - 4系統（洛西新市鎮線）、65系統（大原野線）往阪急東向日
  - 64系統(大原野線 經阪急東向日)往勝山町、右京之里 循環線(上午經東山　下午經向日台團地前)
- 向日市社區巴士「迴轉向日巴士」
  - 北路線：洛西口站、物集女方向
  - 南路線：向日市政廳、植野、雞冠井方向

## 相鄰車站
西日本旅客鐵道
 JR京都線（東海道本線）
■新快速、■快速（京都站至西明石站之間為快速。只限早上運行）
通過
■普通（包括在高槻站至西明石站之間為快速列車的班次）
桂川（JR-A33）－向日町（JR-A34）－長岡京（JR-A35）

## 外部連結
- 向日町｜車站資訊：JR出門網 - 西日本旅客鐵道
- 向日廣報 平成18年7月15日號 向日今昔相片館[永久]（日語）